# Romain Vadeleux
Romain Vadeleux (Fort-de-France, 12 febbraio 1983) è un pallavolista francese.
Gioca nel ruolo di centrale nel Lausanne Université Club.

## Carriera
La carriera di Romain Vadeleux inizia nelle giovanili di Racing Club Arlésien e Centre National de Volley-Ball; nella stagione 2003-04 viene ingaggiato dall'Arago de Sète Volley-Ball, con cui partecipa per due anni al Pro A, il massimo campionato francese. Dopo un'annata all'Avignon Volley-Ball si trasferisce al Paris Volley, dove ottiene due scudetti consecutivi, nel campionato 2006-07 e nel 2007-08. Esordisce inoltre con la maglia della nazionale francese durante il campionato mondiale del 2006. Terminata l'esperienza parigina passa prima all'Association Sportive Cannes Volley-Ball e poi al Foyer Laïque Saint-Quentin Volley-Ball, prima di trasferirsi nel campionato italiano. Con la rappresentativa transalpina vince la medaglia d'argento al campionato europeo 2009.
Nella stagione 2010-11 viene tesserato dall'Associazione Sportiva Volley Lube di Macerata, militante in Serie A1: con la formazione marchigiana ottiene il successo nella terza competizione europea per importanza, la Challenge Cup. Dopo un solo anno torna in patria, vincendo con il Rennes Volley 35 la Coppa di Francia 2011-12; dal campionato 2013-14 gioca nella formazione svizzera del Lausanne Université Club.

## Palmarès
- Campionato francese: 2

2006-07, 2007-08
- Coppa di Francia: 1

2011-12
- Challenge Cup: 1

2010-11